# Andrée Debar
Andrée Debar ou Margit Debar (Andrée Carmen Marguerite Debar) est une actrice et productrice française, née le 5 mai 1920 à Maisons-Laffitte (Yvelines) et morte le 24 janvier 1999 à Issy-les-Moulineaux (Hauts-de-Seine).

## Biographie
Née en France , elle grandit dans le Grand-Duché de Luxembourg où, plus tard, elle s'inscrit au Conservatoire de musique et de comédie. Son éducation luxembourgeoise et une grand-mère anglaise lui confèrent l'avantage de parler couramment trois langues : l'allemand (elle joue d'ailleurs dans deux films allemands sous le nom de scène de Margit Debar), l'anglais et le français. Elle quitte le Luxembourg pour Paris où elle suit les cours d'art dramatique dispensés par Marcelle Géniat jusqu'en 1949. Son allure androgyne lui vaut d'obtenir deux de ses rôles les plus importants dans les films réalisés par Jacqueline Audry : celui de « Monique Sorbier » dans La Garçonne (1957), une adaptation du sulfureux roman de Victor Margueritte, et celui du « Chevalier d'Éon » dans Le Secret du chevalier d'Éon (1959). Après ce dernier film en tant qu'actrice, elle devient productrice. Elle abandonne le monde du cinéma après une dernière production en 1977 pour ouvrir une boutique d'antiquaire avec son amie Sophie Desmarets. Elle meurt en 1999 des suites de la maladie d'Alzheimer.

## Filmographie

### Actrice
- 1940 : La Chanson de l'eau (Au fil de l'eau), court métrage documentaire luxembourgeois de René Leclère[2]
- 1942 : Ein Windstoß de Walter Felsenstein : Angelina Seri
- 1944 : Moselfahrt mit Monika de Roger von Norman (de) : Susanne
- 1945 : Le Bataillon du ciel, film en deux époques (Ce ne sont pas des anges et Terre de France) d'Alexander Esway
- 1948 : Une mort sans importance d'Yvan Noé : Ginette
- 1949 : Le Paradis des pilotes perdus de Georges Lampin : Mme Clément
- 1952 : Tempête sur les Mauvents (Malaire) de Gilbert Dupé et Alejandro Perla : Catherine-Charlotte Garcia dite « Catoune »
- 1952 : Les Sept Péchés capitaux, film à sketches, épisode L'Envie réalisé par Roberto Rossellini : Camille
- 1952 : Le Jugement de Dieu de Raymond Bernard : Agnès Bernauer
- 1953 : Le Marchand de Venise (Il mercante di Venezia) de Pierre Billon : Portia
- 1954 : Le Masque de fer (Il prigioniero del re) de Giorgio Rivalta et Richard Pottier : Elisabeth
- 1955 : Port du désir d'Edmond T. Gréville : Martine
- 1956 : Je plaide non coupable d'Edmond T. Gréville : Victoria Martin
- 1957 : La Garçonne de Jacqueline Audry : Monique Sorbier « la garçonne »
- 1958 : Les Gaîtés de l'escadrille de Georges Péclet
- 1958 : L'Eau vive de François Villiers : la cousine de Rochebrune
- 1959 : Le Secret du chevalier d'Eon de Jacqueline Audry : Geneviève d'Éon

### Productrice
- 1960 : Crésus de Jean Giono
- 1963 : Un roi sans divertissement de François Leterrier
- 1964 : Le Gentleman de Cocody de Christian-Jaque
- 1969 : L'étoile du sud (The Southern Star) de Sidney Hayers
- 1970 : Cannabis de Pierre Koralnik
- 1977 : Monsieur Papa de Philippe Monnier

## Théâtre
- 1947 : Une mort sans importance d'Yvan Noé et A. Linou, mise en scène Yvan Noé, Théâtre de la Potinière